# Ксизово
Кси́зово — село Задонского района Липецкой области. Центр Ксизовского сельсовета.

## География
Расположено на правом берегу реки Дон.

## История
Возникло в начале XVII веке как деревня Кси́зова. По документам 1620 года упоминается уже как село Нико́льское (по Никольской церкви). Позже — Ксизово. В 1676 году в селе насчитывалось 65 дворов, в 1746 году — 290 дворов. Большая часть — однодворцы.
Селение возникло близ славянского Ксизова городища, отсюда — название. Вероятно, слово Ксиз имеет патронимический характер (имя Ксиз или Ксизов).

## Население
| 1859 | 1897  | 2010 |
| ---- | ----- | ---- |
| 1736 | ↗1967 | ↘382 |

## Археология и палеогенетика
Поселение и могильник Ксизово 6 находится на южной окраине села Ксизово при впадении реки Снова в Дон. Слои поселения датируются второй половиной VI тыс. до н. э. — I тыс. нашей эры. У представителей среднедонской катакомбной культуры из Ксизово 6 определили Y-хромосомные гаплогруппы R1b, I2a и митохондриальные гаплогруппы U5a2b2 (n=2), U2e1’2’3, W6a.
Поселение Ксизово-1 среднедонской катакомбной культуры находится на размываемом крае первой террасы левого берега реки Снова и датируется XXIV—XXIII вв. до нашей эры. Результатом взаимодействия между неолитическим населением позднего этапа льяловской культуры, изготавливавшим ямочно-гребенчатую керамику и носителями энеолитической среднестоговской культуры стала керамика ксизовского типа.
В последние годы в Ксизове активно ведутся археологические раскопки старинного Ксизова городища. В окрестностях села представлено 17 культур различных эпох с IV века по XIII век. Обнаружено городище, заселявшееся на протяжении трёх тысячелетий. Уже найдено несколько десятков единиц артефактов. Среди находок — жертвенный алтарь V века, бронзовая серьга, относящаяся к V — началу VI века и характерная для украшений из Западной Европы, стеклянный кубок византийской работы, обоюдоострая боевая секира германских племён, доспехи древнего воина германского племени готов, IV—V веков.
Особую ценность представляет найденный в захоронении девочки 3—5 лет круглый бронзовый медальон с изображением Георгия Победоносца XII — начала XIII века. Это самое древнее изображение христианского святого найденное в чернозёмной полосе подтверждает, что некоторые вятичи были уже крещены в этот период времени. Ксизово оказалось самой южной точкой расселения вятичей.
25 июля 2008 года в основании сгоревшего здания археологами была обнаружена братская могила V—VI века. Предполагается, что найдены жертвы трагических событий в Гуннском ханстве, которые произошли на территории нынешней Липецкой области в конце V — начале VI века.
Историками высказывается предположение, что между нынешними сёлами Ксизово и Замятино располагалась столица одного из древних гуннских государств, существовавших в V веке.

## Известные уроженцы
Уроженцами села являются русский писатель А. И. Эртель, Герой Советского Союза Боев Иван Капитонович (1943 г.) и Герой Советского Союза Иванов Георгий Федорович (1945 г.).

## Примечание
1. 1 2  Всероссийская перепись населения 2010 года. Численность и размещение населения Липецкой области
2. ↑  Храмы Центрально-Чернозёмного региона. Дата обращения: 10 сентября 2012. Архивировано 4 марта 2016 года.
3. ↑  Списки населённых мест Российской империи. IX. Воронежская губерния. По сведениям 1859 года
4. ↑  Населенные места Российской империи в 500 и более жителей с указанием всего наличного в них населения и числа жителей преобладающих вероисповеданий по данным первой всеобщей переписи населения 1897 г.: под ред. Н. А. Тройницкого — СПб.: 1905. — 270 с.
5. ↑  Источник. Дата обращения: 14 апреля 2024. Архивировано 21 апреля 2024 года.
6. ↑  Supp. Data I. Samples (недоступная ссылка)
7. ↑  Источник. Дата обращения: 14 апреля 2024. Архивировано 21 апреля 2024 года.
8. ↑  Куличков А. А., Смольянинов Р. В. ГИБРИДИЗАЦИЯ КЕРАМИЧЕСКИХ ТРАДИЦИЙ НОСИТЕЛЕЙ ЯМОЧНО-ГРЕБЕНЧАТОЙ НЕОЛИТИЧЕСКОЙ КЕРАМИКИ НА ТЕРРИТОРИИ БАССЕЙНА ВЕРХНЕГО ДОНА // ТРУДЫ VI (XXII) ВСЕРОССИЙСКОГО АРХЕОЛОГИЧЕСКОГО СЪЕЗДА в Самаре, 170—171, 2020
9. ↑  Р. В. Смольянинов. Керамика ксизовского типа на Верхнем Дону // Верхнедонской археологический сборник, 323—332, 2019
10. ↑  Кобзева, Мария. Победоносные раскопки // Газета МГ. — 2 июля 2008. — № 27 (8573). — С. 32.
11. ↑  Сенсационная находка археологов. Дата обращения: 25 октября 2013. Архивировано из оригинала 29 октября 2013 года.
12. ↑  В Липецкой области сделали очередное археологическое открытие. Дата обращения: 25 октября 2013. Архивировано 29 октября 2013 года.
13. ↑  В Липецкой области обнаружена братская могила древних воинов. Дата обращения: 25 октября 2013. Архивировано из оригинала 29 октября 2013 года.
14. ↑  Российские гунны расчленяли покойников. Дата обращения: 25 октября 2013. Архивировано 29 октября 2013 года.